# Crotonato de alila
Crotonato de alila, 2-butenoato de alila ou (E)-but-2-enoato de prop-2-enila, é o composto químico orgânico, o éster do ácido crotônico do álcool alílico de fórmula química C7H10O2, massa molecular 126,157. É classificado com o número CAS 20474-93-5, número MDL MFCD00026990 e PubChem ID 5354763. Apresenta ponto de ebulição de 63-65°C a 20 mmHg, densidade de 0,944 g/cm3 e ponto de fulgor de 48°C.